# Anna Hoffmann (Lyrikerin)

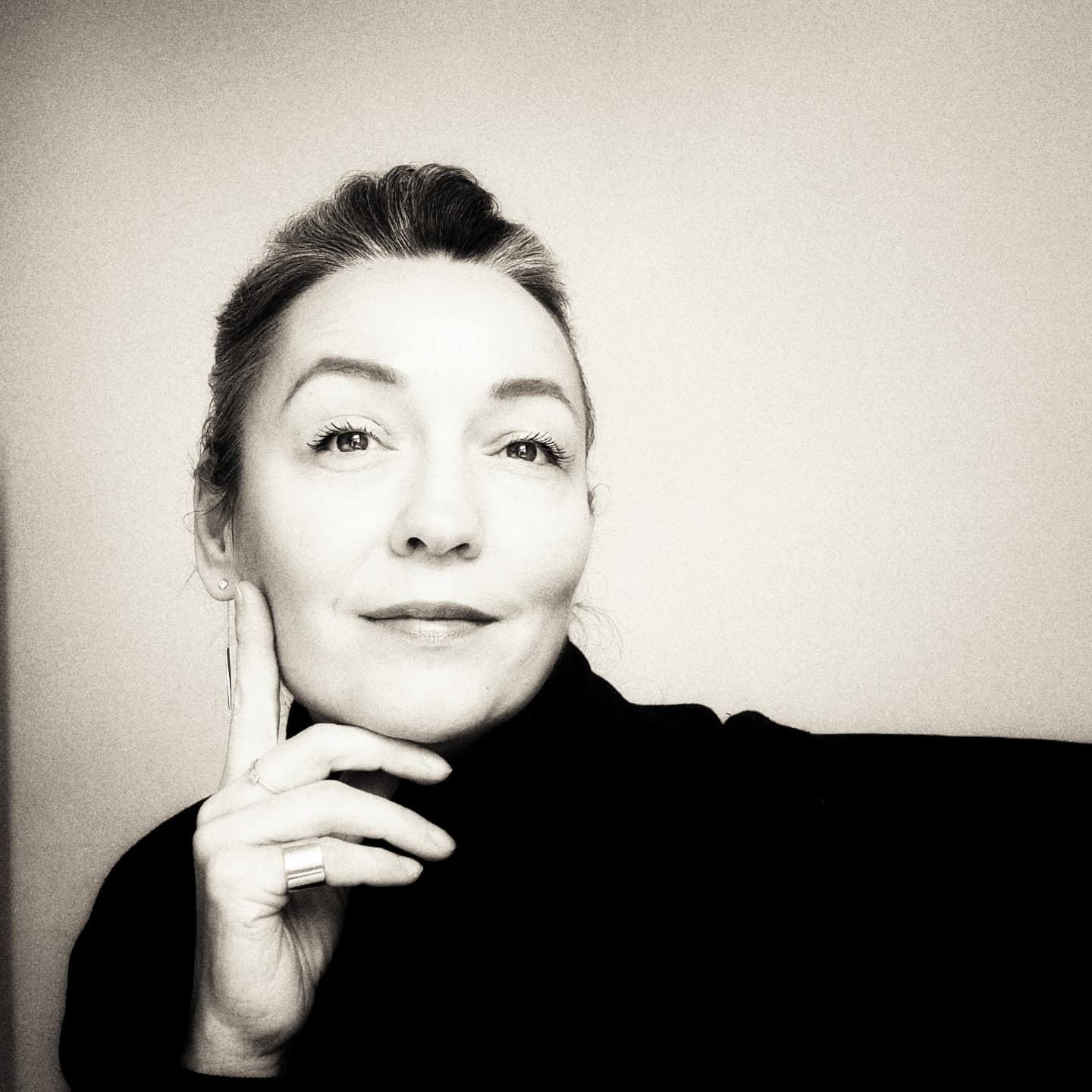
Anna Hoffmann, Schriftstellerin

Anna Hoffmann anhörenⓘ(* 1971 in Bergen auf Rügen) ist eine deutsche Schriftstellerin.

## Leben
Anna Hoffmann studierte in Greifswald, Berlin und Halle Kunstgeschichte, Geschichte und Philosophie. Sie schreibt Lyrik, Prosa, Songtexte und Libretti. Ihre Arbeiten wurden seit 1998 in Literaturzeitschriften, originalgrafischen Künstlerzeitschriften und Anthologien in Deutschland, Österreich, Großbritannien, Mexiko und Albanien, Iran und Nordmazedonien veröffentlicht: u. a. Kritische Ausgabe, Signum, mare, perspektive, GEGNER, Entwerter/Oder sowie Shersman, Círculo de Poesía. Teilnahme an internationalen Literatur- und Poesiefestivals: u. a. republika V 2023 in Pristina (Kosovo), 10. Babylon-Festival 2023 (Irak), in Rabat 2024 (Marokko) und Struga Poetry Evenings 2024 (Nordmazedonien). Anna Hoffmann ist Mitglied im PEN-Zentrum Deutschland.
Anna Hoffmann lebt in Berlin.

## Veröffentlichungen (Auswahl)
- kreiselband. (mit Holzschnitten von Christoph Meissner) Verlag Fortdruck, Halle 2000.
- pandoras box. Parasitenpresse, Köln 2004.
- Rote Magie. (mit einer Radierung von Zoppe Voskuhl) Corvinus Presse, Berlin 2006.
- und ungeküsst zurück. (mit Linolschnitten von Zoppe Voskuhl) Corvinus Presse, Berlin 2010, ISBN 978-3-910172-96-8.
- Totenmaske. (mit Linolschnitten von Zoppe Voskuhl) Corvinus Presse, Berlin 2010, ISBN 978-3-942280-01-3.
- Leverin. MMM-Extraausgabe Nr. 35. Eine Erzählung (mit Zeichnungen von Hartmut Andryczuk) Hybriden-Verlag, Berlin 2019, ISSN 1439-6475.
- Geheime Briefe. Libretto für Kantate, Komposition: Roland Aley, UA: Saarbrückener Sommermusik, Saarbrücken 2019.
- Medea Mantra. MMM-Extraausgabe Nr. 37. (mit Zeichnungen von Hartmut Andryczuk) Hybriden Verlag, Berlin 2020, ISSN 1439-6475.
- VLUST. Hybriden Verlag, Berlin 2021, ISBN 978-3-00-069719-7
- Bonjour Monsieur Bonjour mon soleil. Libretto für Kantate, Komposition: Roland Aley, UA: Fermate, Saarbrücken 2021.
- Die Rehe von Paris. MMM-Extraausgabe Nr. 39. (mit Zeichnungen von Hartmut Andryczuk) Hybriden Verlag, Berlin 2022. ISSN 1439-6475 (blogspot.com)
- Babylon Transit[14]. (engl./dt.) Hybriden Verlag, Berlin 2024 (art book)